# Välj att sluta
Välj att sluta är en nationell telefonlinje som riktar sig till den som utövar eller riskerar att utöva våld i nära relationer. Den som ringer kan vara anonym. Även yrkesverksamma som möter målgruppen liksom våldsutsatta, närstående och allmänheten kan ringa.
Syftet med telefonlinjen är att motivera och vägleda personer som utövar våld att söka behandling för att de ska upphöra med våldet.
Telefonlinjen startade som ett pilotprojekt 2019–2020 i Stockholms och Skåne län. 2021 blev telefonlinjen nationell.
Hjälpsökande efter kön
|  | män (80 %) |

|  | kvinnor (20 %) |

Majoriteten av de som söker hjälp är män; en femtedel är kvinnor.

## Historia
I april 2018 fick Länsstyrelsen i Stockholms län statsbidrag från Socialstyrelsen för att genomföra en pilotverksamhet i två år med en telefonlinje i Skåne och Stockholms län. Manscentrum Stockholm fick via ett samverkansavtal det operativa ansvaret och samarbete med Länsstyrelsen Skåne upprättades. Telefonlinjen och en tillhörande hemsida lanserades i februari 2019.
Behovet visade sig vara större än väntat. Det har funnits många verksamheter för att hjälpa den som utsätts för våld, men den som vill få hjälp att sluta utöva våld har haft betydligt svårare att hitta någon att prata med.
I februari 2021 lanserades Välj att sluta som en nationell telefonlinje efter ett förnyat uppdrag från Regeringen Löfven II, men i samband med det minskades pengarna från regeringen vilket fick till följd att verksamheten inte längre kunde ha personal som svarade alla fem vardagar i veckan och verksamheten minskade till att svara tre dagar i veckan. Hjälpbehövande lämnade meddelanden men var sedan svåra att komma i kontakt med. Först i vårändringsbudgeten fick verksamheten 2 miljoner kronor i tillskott och kunde erbjuda hjälp fem dagar i veckan.